# Ferd Pasaribu
Ferd Pasaribu (Roermond, 22 juni 1991) is een Nederlands voetballer van Indonesische afkomst die als verdediger voor onder andere Fortuna Sittard speelde.

## Carrière
Ferd Pasaribu speelde in de jeugd van SHH en Fortuna Sittard. Hij debuteerde voor Fortuna Sittard op 5 november 2010, in de met 3-0 verloren uitwedstrijd in de Eerste divisie tegen Go Ahead Eagles. Pasaribu kwam in de 60e minuut in het veld voor Badre Kotbani. In 2011 vertrok hij naar het Indonesische Medan Chiefs, wat in de net opgerichte Liga Primer Indonesia speelde. Na zes maanden keerde hij terug naar Nederland, waar hij ging zaalvoetballen bij TZR Fermonia Boys. Hierna speelde hij voor de amateurclubs SVC 2000, RKVV DESO, VV Gestel en EVV Eindhoven AV.

### Statistieken
| Seizoen                     | Club            | Land           | Competitie     | Competitie | Competitie | Beker | Beker | Totaal | Totaal |
| Seizoen                     | Club            | Land           | Competitie     | Wed.       | Dlp.       | Wed.  | Dlp.  | Wed.   | Dlp.   |
| --------------------------- | --------------- | -------------- | -------------- | ---------- | ---------- | ----- | ----- | ------ | ------ |
| 2010/11                     | Fortuna Sittard | Nederland      | Eerste divisie | 1          | 0          | 0     | 0     | 1      | 0      |
| 2011                        | Medan Chiefs    | Indonesië      | Liga Primer    | 0          | 0          | 0     | 0     | 0      | 0      |
| Carrièretotaal              | Carrièretotaal  | Carrièretotaal | Carrièretotaal | 1          | 0          | 0     | 0     | 1      | 0      |
| Bijgewerkt op 30 maart 2018 |                 |                |                |            |            |       |       |        |        |